# Jean-François Blondel
Jean-François Blondel, auch François Blondel (* 1681 oder 1683 in Rouen; † 8. oder 9. Oktober 1756 in Paris) war ein französischer Architekt, Dekorateur, Kupferstecher, Maler und Illustrator. Ob er mit François Blondel gleichzusetzen ist, ist unsicher, der Kunsthistoriker Hans Vollmer schrieb in seinem Beitrag von zwei unterschiedlichen Personen Jean-François Blondel (1681–1765) und François Blondel (1683–1748) was auch die unterschiedlichen Angaben zu den Geburts- und Todesdaten erklären würde.

## Leben
Blondel war der Onkel von Jean-Baptiste Vallin de La Mothe und vermutlich der Vater des französischen Architekten Jacques-François Blondel, der ein Schüler von François II. Blondel (1683–1748) war. Blondel war zeitweilig als Schatzmeister für die Bauwerke des Königs von Frankreich tätig und wurde 1728 in die Académie royale d’architecture aufgenommen. Sein Architekturstil gilt als nüchterner, französischer classicisme, der in der 1. Hälfte des 18. Jahrhunderts beispielsweise von Bauherren in Genf als Ausdruck des „guten Geschmacks“ betrachtet wurde, „[…] der dem ‚Prunk‘ vorzuziehen sei.“

## Werke
Bauten (Auswahl)

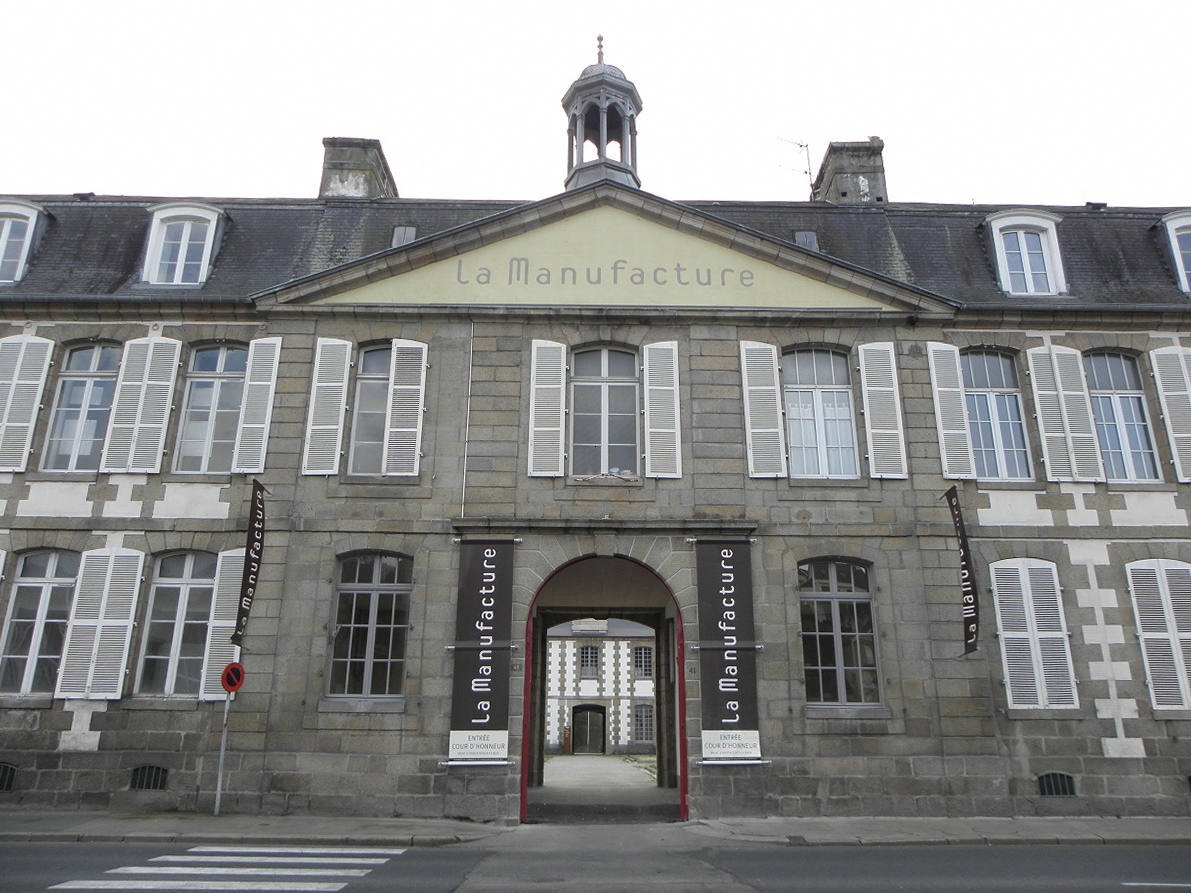
Die Manufacture des tabacs de Morlaix, anfangs 1736 bis 1740 nach Plänen Blondels errichtet

- 1720–1721: Stadthaus des Bankiers Gédéon Mallet am Cour Saint-Pierre, Genf;[1]
- 1721–1722: Herrschaftshaus des Schweizer Bankiers Gédéon Mallet in Cologny, Schweiz; wurde 1948 mangels Sachkenntnis entstellt;[1]
- 1723–1730: Haus des Pfarrers Ami Lullin in Creux-de-Genthod, Gemeinde Genthod, Schweiz[1]
- ab 1736: Fabrikgebäude der Manufacture des tabacs de Morlaix, Morlaix[5]
- 1742–1746: Neubau des Kammerflügels des Leineschlosses in Hannover nach von Blondel überarbeiteten Plänen des Baumeisters Johann Paul Heumann, der seine Pläne zuvor nach Paris gesandt hatte[6]
- Palais des Consuls in Rouen, Frankreich
- 1750–1754: Hôtel des Gardes du Roi, die spätere Caserne de Croy, Rue Royale, Versailles[7]
- Entwurf der Dekorationen für die Hochzeitsfeierlichkeiten des Dauphin

Illustrationen (Auswahl)
- Description des fêtes données par la ville de Paris à l'occasion du Mariage de Madame Louise-Elisabeth de France et de Don Philippe, Infant d'Espagne... les XXIXe et XXXe d'août 1739, mit gemalten und gestochenen Bildtafeln von Rousset und Jean-François Blondel sowie Zeichnungen des Architekturdekors von Salley, Paris: L'imprimerie de P. G. Le Mercier, 1741; Digitalisat